# Илко Ескенази (площад във Варна)
„Илко Ескенази“ е малък площад във Варна.
Намира се в т.нар. район „Нептун“, разположен между улиците „Хаджи Димитър“, „Ал. Рачински“, „Цар Асен“, „Македония“ и булевард „Сливница“.
Освен съвременно строителство, в района има съхранени сред много зеленина сгради от края на XIX и началото на XX век. Преди Освобождението тук се разполага българската махала на Варна. Площадът е наречен посмъртно на варненския юрист и политик Илко Ескенази.

## Обекти
- Банкови офиси
  - Райфайзенбанк
  - Зираат Банк
- Детска ясла №14 „Звънче“,
- Пощенски клон Варна 18 (9018),
- Сладкарски цех.

В район „Нептун“ се намират и: 8-о СОУ „А. С. Пушкин“, Хуманитарна гимназия „Константин Преславски“, Археологически музей, Община Варна, регионална библиотека, Православна църква „Света Петка“, Евангелска петдесятна църква, читалище „Варненски будител“.

## Транспорт
- Автобусни линии: 3, 13, 13а, 14а, 32
- Тролейбусни линии: 82, 83, 88